# Frederik Karel Lodewijk van Sleeswijk-Holstein-Sonderburg-Beck
Frederik Karel Lodewijk van Sleeswijk-Holstein-Sonderburg-Beck (Koningsbergen, 20 augustus 1757 - Otterndorf, 24 april 1816) was van 1775 tot aan zijn dood hertog van Sleeswijk-Holstein-Sonderburg-Beck. 

## Levensloop
Frederik Karel Lodewijk was de zoon van prins Karel Anton van Sleeswijk-Holstein-Sonderburg-Beck en diens echtgenote Charlotte, dochter van graaf Albrecht Christoph zu Dohna-Leistenau. Na de vroege dood van zijn vader in 1759 groeide hij op bij zijn grootmoeder langs moederskant, prinses Sophia Henriette van Sleeswijk-Holstein-Sonderburg-Beck. 
In 1762 wilde tsaar Peter III van Rusland zijn grootoom Karel Lodewijk benoemen tot veldmaarschalk van het Russische leger, maar nadat die weigerde wilde Peter III Frederik Karel Lodewijk tot veldmaarschalk benoemen. Omdat Peter III echter korte tijd daarna vermoord werd, ging deze benoeming niet door.
In 1775 was hij van plan om zijn grootvader Peter August bezoeken, die als gouverneur van Estland goede banden had aan het Russische hof. Het was de bedoeling dat Frederik Karel Lodewijk daar een militaire dienst zou volgen, maar zijn grootvader stierf in februari 1775. Hij volgde hem op als hertog van Sleeswijk-Holstein-Sonderburg-Beck. 
Gelijktijdig met zijn erfopvolging vorderde koning Frederik II van Pruisen grote oorlogscontributies. Omdat Frederik Karel Lodewijks moeder deze niet kon betalen, was Frederik II bereid om deze contributies kwijt te schelden op voorwaarde dat hij in Pruisische militaire dienst ging. Frederik Karel Lodewijk ging op de voorwaarde van Frederik II in en werd op 10 juni 1775 naar de Franse militaire academie in Metz gestuurd. Begin 1776 ging hij op studiereis door Italië, waar hij echter ziek werd. Om te herstellen verbleef hij in de Abdij van Quedlinburg, waar zijn groottante Charlotte abdis was. 
In 1777 werd Frederik Karel Lodewijk aangesteld tot majoor in het Pruisische leger, meer bepaald in het Infanterieregiment von Knobelsdorff dat zich in Stendal bevond. Hij vocht in Pruisische dienst in de Beierse Successieoorlog. Na het Verdrag van Teschen dat de Beierse Successieoorlog in 1779 beëindigde werd hij aangesteld tot stafofficier in het Infanterieregiment von Schlieben. Omdat Frederik Karel Lodewijk dit als degradatie beschouwde, vroeg hij meermaals zijn ontslag uit het Pruisische leger.
Op 14 september 1781 nam hij ontslag als luitenant-kolonel om zijn landgoederen te beheren. Op 30 december 1786 werd hij door de nieuwe Pruisische koning Frederik Willem II als kolonel in het grenadiersbataljon von Klingspor teruggehaald naar het Pruisische leger. In 1789 werd hij bevorderd tot generaal-majoor en het jaar nadien kreeg hij de leiding over het Infanterieregiment von Voß, waarmee hij in 1794 deelnam aan het neerslaan van de Kościuszko-opstand in Polen. Na deze opstand werd hij gestationeerd in Ostrołęka en in 1795 werd hij aangesteld tot commandant van Krakau en luitenant-generaal. 
In 1797 nam Frederik Karel Lodewijk opnieuw ontslag uit het Pruisische leger. Vervolgens ging hij als luitenant-generaal en als erekolonel van het grenadiersregiment Pavlovski in Russische militaire dienst. In maart 1798 nam hij afscheid uit het Russische leger, waarna hij wiskunde, fysica en chemie ging studeren aan de Universiteit van Leipzig. In 1800 begaf hij zich opnieuw naar zijn landgoed Lindenau in Oost-Pruisen. In 1808 werd hij afgevaardigde bij de Oost-Pruisische Staten.
In 1810 bezocht hij in Kopenhagen zijn zoon die in Deense militaire dienst vocht. Hij werd door koning Frederik VI van Denemarken benoemd tot luitenant-generaal in het Deense leger en eveneens beleend met het landgoed Wellingsbüttel in Otterndorf bij Hamburg. Hier bracht Frederik Karel Lodewijk zijn laatste levensjaren door. Hij stierf in april 1816 op 58-jarige leeftijd.

## Huwelijk en nakomelingen
In 1780 huwde hij met Friederike von Schlieben (1757-1827), dochter van graaf en Pruisisch minister Karl Leopold von Schlieben. Ze kregen drie kinderen:
- Frederica (1780-1862), huwde in 1800 met Samuel von Richthofen
- Louise (1783-1803), huwde in 1803 met hertog Ferdinand Frederik van Anhalt-Köthen
- Frederik Willem Paul Leopold (1785-1831), hertog van Sleeswijk-Holstein-Sonderburg-Glücksburg